# Wortwell
Wortwell är en civil parish i Storbritannien.   Den ligger i grevskapet Norfolk och riksdelen England, i den sydöstra delen av landet, 140 km nordost om huvudstaden London. Antalet invånare är 561. Arean är 4,6 kvadratkilometer.
Terrängen i Wortwell är mycket platt.